# Derivaldo Beserra Cavalcante
Derivaldo Beserra Cavalcante, mais conhecido como Dedé (Fortaleza, 31 de maio de 1987), é um futebolista brasileiro que atua como volante. Atualmente, defende o Maranguape.

## Carreira
Revelado pelo Ferroviário, teve projeção na equipe do Campinense Clube, onde foi campeão da Copa do Nordeste. Após, passou por diversos clubes do futebol brasileiro como Santa Cruz, Chapecoense, Ponte Preta e ABC.

## Títulos
Campinense
- Copa do Nordeste 2013

Santa Cruz
- Campeonato Brasileiro de Futebol - Série C: 2013
- Taça Chico Science: 2016
- Copa do Nordeste: 2016
- Campeonato Pernambucano: 2016